# Глубокое (Красносельское сельское поселение)
Глубокое (до 1948 — Тааперниеми, фин. Taaperniemi) — посёлок в Красносельском сельском поселении Выборгского района Ленинградской области.

## Название
Название Тааперниеми в переводе на русский язык означает «Мыс Таапера» и происходит вероятнее всего от фамилии Табер.
После войны в деревне было размещено подсобное хозяйство фабрики имени Микояна. По постановлению исполкома Перкъярвского сельсовета от 18 января 1948 года деревне Тааперниеми было присвоено наименование Глубокая. Переименование было закреплено указом Президиума ВС РСФСР от 13 января 1949 года.

## История

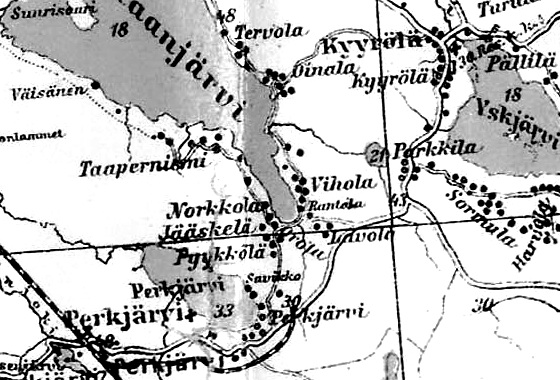
Деревня Тааперниеми на финской карте 1923 года

До 1939 года деревня Тааперниеми входила в состав волости Муолаа Выборгской губернии Финляндской республики. В деревне было около 50 хозяйств и около двухсот жителей.
Согласно данным 1966 года посёлок Глубокое входил в состав Кирилловского сельсовета.
Согласно данным 1973 и 1990 годов посёлок Глубокое входил в состав Красносельского сельсовета.
В 1997 году в посёлке Глубокое Красносельской волости постоянного населения не было, в 2002 году проживал 1 человек (русский).
В 2007 году в посёлке Глубокое Красносельского СП проживал 1 человек, в 2010 году — 57 человек.

## География
Посёлок расположен в восточной части района к северу от автодороги 41К-092 (Высокое — Синицино).
Расстояние до административного центра поселения — 12 км. 
Расстояние до ближайшей железнодорожной станции Кирилловское — 12 км. 
Посёлок находится на западном берегу озера Глубокое.

## Демография
| 2007 | 2010 | 2017 | 2021 |
| ---- | ---- | ---- | ---- |
| 1    | ↗56  | ↘0   | ↗1   |

## Улицы
Пляжная, Садовая.